# 第15回オクラホマ映画批評家協会賞
第15回オクラホマ映画批評家協会賞は2020年の映画を対象としており、2021年1月6日に受賞者が発表された。

## 受賞一覧

### 作品賞及びトップ10
- 作品賞 - 『ミナリ』（リー・アイザック・チョン監督）
  - - 『ザ・ファイブ・ブラッズ』（スパイク・リー監督）
  - - 『Mank/マンク』（デヴィッド・フィンチャー監督）
  - - 『ノマドランド』（クロエ・ジャオ監督）
  - - 『パーム・スプリングス』（マックス・バーバコウ監督）
  - - 『プロミシング・ヤング・ウーマン』（エメラルド・フェネル監督）
  - - 『ソウルフル・ワールド』（ピート・ドクター監督）
  - - 『サウンド・オブ・メタル 〜聞こえるということ〜』（ダリウス・マーダー監督）
  - - 『シカゴ7裁判』（アーロン・ソーキン監督）
  - - 『ヴァスト・オブ・ナイト』（アンドリュー・パターソン監督）

### 監督賞
- クロエ・ジャオ - 『ノマドランド』

### 主演男優賞
- リズ・アーメッド - 『サウンド・オブ・メタル 〜聞こえるということ〜』

### 主演女優賞
- フランシス・マクドーマンド - 『ノマドランド』

### 助演男優賞
- ポール・レイシー - 『サウンド・オブ・メタル 〜聞こえるということ〜』

### 助演女優賞
- ユン・ヨジョン - 『ミナリ』

### アンサンブル・キャスト賞
- 『シカゴ7裁判』

### Body of Work
- トレント・レズナー、アッティカス・ロス - 『ソウルフル・ワールド』、『Mank/マンク』

### オリジナル脚本賞
- エメラルド・フェネル - 『プロミシング・ヤング・ウーマン』

### 脚色賞
- クロエ・ジャオ - 『ノマドランド』

### 作曲賞
- トレント・レズナー、アッティカス・ロス - 『ソウルフル・ワールド』

### 撮影賞
- エリック・メッサーシュミット - 『Mank/マンク』

### 第1回作品賞
- 『ヴァスト・オブ・ナイト』（アンドリュー・パターソン監督）

### ドキュメンタリー映画賞
- 『ボーイズ・ステイト』（アマンダ・マクベイン、ジェシー・モス監督）

### アニメ映画賞
- 『ソウルフル・ワールド』（ピート・ドクター監督）

### 外国語映画賞
- 『マーティン・エデン』（ピエトロ・マルチェッロ監督） イタリア

### 最も出来に失望させられた映画賞
- 『TENET テネット』（クリストファー・ノーラン監督）